# Siatasan
Siatasan is een bestuurslaag in het regentschap Simalungun van de provincie Noord-Sumatra, Indonesië. Siatasan telt 841 inwoners (volkstelling 2010).